# История на Близкия изток
Историята на Близкия Изток започва преди хилядолетия като една от люлките на цивилизацията, където са се зародили много от най-старите култури и цивилизации в света. Историята на региона започва от най-ранните човешки селища и продължава през няколко големи империи до днешните национални държави в Близкия Изток.
Шумерите са първите хора, които разработват сложна система, които по-късно е наречена „цивилизация“ още през 5-то хилядолетие пр.н.е. Египетската цивилизация се образува около 3150 г. пр.н.е. с политическото обединение на Горен и Долен Египет при първия фараон.  В Месопотамия възникват няколко мощни империи, които управляват почти целия Близък Изток, особено Асирийската империя от 1365 – 1076 г. пр. н. е. и Новоасирийската империя от 911 – 609 г. пр. н. е. От началото на VII век пр. н. е. и нататък в региона доминират иранските мидийци, последвани от Ахеменидската империя и последващи ирански държави и империи. През I век пр. н. е. разширяващата се Римска република завладява цялото Източно Средиземноморие, включително голяма част от Близкия Изток. Източната Римска империя, днес известна като Византийска империя, управлява териториите от Балканите до Ефрат. С времето тя става все по-доминирана от християнството и постепенно възникват религиозни различия между властта в Константинопол и вярващите християни в много части на Близкия Изток. От III век до началото на VII век целият Близък Изток е поделен между Византия и Сасанидската империя. От VII век нататък в Близкия Изток се надига нова силна религия, тази на исляма, която установява Арабски халифат. Господството на арабите внезапно свършва в средата на XI век с появата на селджуците и тяхната династия. В началото на XIII век през региона преминава нова вълна от нашественици, армиите на Монголската империя. Към началото на XV век в западна Мала Азия трайно се установяват тюркски племена – номади, които са приели исляма. Най-силни сред тях са османците, които през 1453 г. превземат християнската византийска столица Константинопол и се провъзгласяват за султани.
Големи части от Близкия Изток са обект на война между Османската империя и иранската династия Сефевиди в продължение на векове, като се започне от началото на XVI век. Въпреки настъплението си в Европа към 1700 г. османците са прогонени от Кралство Унгария и балансът на силите се променя решително в полза на Западния свят. През следващите векове голяма част от Близкия Изток се намира под управлението на Османската империя. През XIX век Британската империя също установява ефективен контрол над Персийския залив, а френската колониална империя разширява влиянието си в Ливан и Сирия. През 1912 г. Италия завзема Либия и Додеканезките острови, точно до бреговете на османския Анадол. В края на XIX и началото на XX век владетелите на страните от Близкия Изток се опитват да модернизират своите държави, за да се конкурират по-ефективно с европейските сили. Повратна точка в историята на региона става откриването на находища на нефт, първо в Персия през 1908 г., по-късно в Саудитска Арабия през 1938 г.)и другите държави от Персийския залив, а също и в Либия и Алжир. Зависимостта на Запада от близкоизточния петрол и намаляването на британското влияние водят до нарастващ интерес към региона от страна на САЩ.
През 20-те, 30-те и 40-те години на XX век Сирия и Египет правят първи крачки към независимост. По време и след Втората световна война (1939 – 1945) британците, французите и СССР напускат много части на Близкия Изток. Арабско-израелският конфликт в Палестина кулминира в плана на ООН от 1947 г. за разделяне на Палестина. По-късно, в разгара на напрежението от Студената война, в арабскоговорещите страни от Западна Азия и Северна Африка се наблюдава възход на панарабизма. Отказът на европейските сили от пряк контрол над региона, установяването на Израел и нарастващото значение на петролната индустрия бележат създаването на съвременния Близък Изток. В повечето страни от Близкия Изток растежът на пазарните икономики е възпрепятстван от политически ограничения, корупция, непотизъм, прекалени разходи за оръжие и престижни проекти и свръхзависимост от приходите от петрол. Най-богатите икономики в региона (на глава от населението) са малките богати на петрол страни от Персийския залив : Катар, Кувейт, Бахрейн и Обединените арабски емирства.
Във втората половина на XX век комбинация от фактори – като Шестдневната война от 1967 г. , енергийната криза от 1970 г., започнала с петролното ембарго на ОПЕК от 1973 г. в отговор на подкрепата на САЩ за Израел във войната Йом Кипур,   едновременното популяризиране на салафизма / уахабизма, насърчавани от Саудитска Арабия  и Иранската революция от 1978 – 79 г. – обуславя нарастващия възход на ислямизма и продължаващото ислямско възраждане ( Тадждид ). Разпадането на Съветския съюз през 1991 г. доведе до пренасочване на фокуса на глобалната сигурност от Студената война към война срещу тероризма. Започвайки в началото на 2010 г., се надига революционна вълна, известна като Арабската пролет, която води до големи протести, въстания и революции в няколко страни от Близкия Изток и Магреб. Сблъсъците в западен Ирак на 30 декември 2013 г. са последвани от бунт на сунитската панислямистка ИДИЛ.